# Nichols Hills
Nichols Hills är en ort i Oklahoma County i Oklahoma. Orten har fått sitt namn efter grundaren G.A. Nichols. Vid 2020 års folkräkning hade Nichols Hills 3 870 invånare.